# AV Большого Пса
AV Большого Пса (лат. AV Canis Majoris) — одиночная переменная звезда в созвездии Большого Пса на расстоянии (вычисленном из значения параллакса) приблизительно 17122 световых лет (около 5249 парсеков) от Солнца. Видимая звёздная величина звезды — от +16m до +14,9m.

## Характеристики
AV Большого Пса — пульсирующая полуправильная переменная звезда (SR).